# Catherine Ashtonová
Catherine Margaret Ashton, baronka Ashton of Upholland, (* 20. března 1956) je britská a evropská politička, od prosince 2009 do listopadu 2014 vysoká představitelka Unie pro zahraniční věci a bezpečnostní politiku, když ji v této funkci nahradila Federica Mogheriniová.
Mezi říjnem 2008 a prosincem 2009 zastávala úřad evropské komisařky pro obchod. Od 9. února 2010 do listopadu 2014 také působila jako první místopředsedkyně Evropské komise.

## Politická kariéra
V 80. letech 20. století byla pokladnicí levicové nátlakové organizace Campaign for Nuclear Disarmament, která byla napojená na komunistickou stranu. Podle fotografie 1982 z Daily Mail byla součástí skupiny aktivistů, která požadovala po tehdejší premiérce Margaret Thatcherové odvolání lodí mířících na Falklandské ostrovy, které měly na palubě jaderné zbraně.
V roce 1999 byla Catherine Ashtonová povýšena na baronku a stala se doživotní členkou Sněmovny lordů, horní komory britského parlamentu, za Labouristickou stranu. V červnu 2001 se stala náměstkyní ministra školství a v následujícím roce ministryní. 

Dne 28. června 2007 ji nový britský premiér Gordon Brown vybral za vůdkyni Sněmovny lordů (ta je ministryní vlády) a předsedkyni státní rady a uvedl ji do kabinetu, mimo jiné i proto, že ve Sněmovně lordů vyjednávala o Lisabonské smlouvě a zabývala se řešením otázek v oblasti spravedlnosti a vnitřních věcí Evropské unie.
V říjnu 2008 se baronka Ashtonová stala britskou členkou Evropské komise na postu komisařky pro obchod, kde nahradila Petera Mandelsona.
Dne 19. listopadu 2009 byla zvolena historicky první vysokou představitelkou Unie pro zahraniční a bezpečnostní politiku. Osoba v tomto úřadu je neoficiálně označovaná jako ministr zahraničních věcí Evropské unie. Tuto funkci začala vykonávat 1. prosince 2009, kdy vstoupila v platnost Lisabonská smlouva. Dne 9. února 2010 byla schválena nová Evropská komise, ve které zastávala post první místopředsedkyně.